# Arroyo de Gaetán
Der Arroyo de Gaetán ist ein Fluss in Uruguay.
Der rund 45 Kilometer lange Fluss verläuft auf dem Gebiet des Departamentos Lavalleja. Dabei wird er unter anderem durch den Arroyo Totora Grande und den Arroyo Totora Chica gespeist. Er mündet als rechtsseitiger Zufluss in den Río Santa Lucía.